# USS Davidson
L'USS Davidson (FF-1045) était un destroyer d’escorte (reclassé plus tard comme Frégate) de classe Garcia de l’United States Navy. Il a été nommé en l’honneur du vice-amiral Lyal A. Davidson. L’USS Davidson a été commissionné dans l’US Navy de 1965 à 1988 et a servi dans la marine brésilienne de 1989 à 2002. Il a coulé alors qu’il était remorqué pour être ferraillé en Inde vers 2005.

## Historique
La quille de l’USS Davidson a été posée le 30 septembre 1963 au chantier naval Avondale. Le navire a été lancé et baptisé le 2 octobre 1964, avec comme marraine Mme Lyal A. Davidson, veuve du vice-amiral. L’USS Davidson a été mis en service le 7 décembre 1965 à Charleston (Caroline du Sud). Il était basé à Pearl Harbor. Il a été déployé dans le Pacifique occidental à l’appui de la guerre du Viêt Nam. Il a été redésigné, avec le reste de sa classe, comme frégate en 1975 avec le nouveau numéro de coque FF-1045.

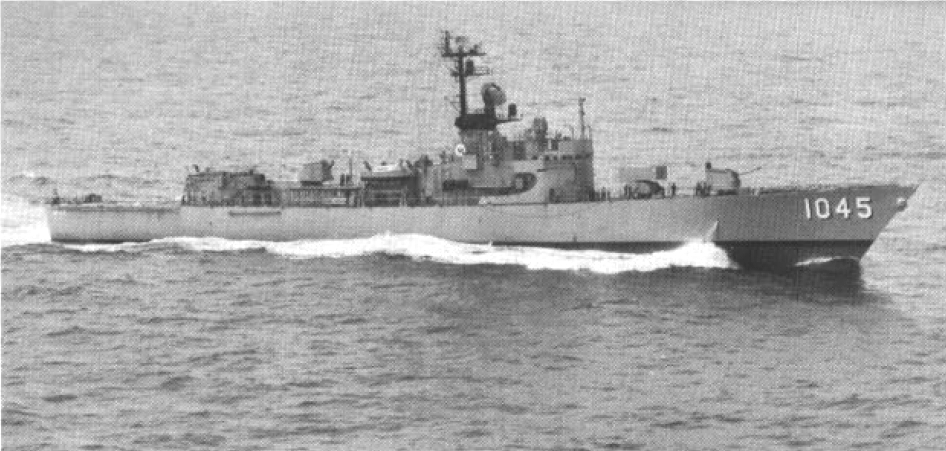
L’USS Davidson en 1967, avant l’ajout du hangar à hélicoptère.

L’USS Davidson fut déployé à partir de Pearl Harbor pour sa première croisière dans le Pacifique occidental le 18 avril 1967. Le navire a fait escale à Yokosuka (Japon), Chinhae (Corée), Sasebo (Japon), Subic Bay (Philippines), Hong Kong, Bang Saen (Thaïlande) et Bangkok (Thaïlande). Le navire a servi au large du Viêt Nam, soutenant les porte-avions à Yankee Station et fournissant un appui-feu naval. L’USS Davidson retourna à Pearl Harbor le 23 octobre 1967.
L’USS Davidson quitta Pearl Harbor le 23 juillet 1982. Le navire a fait escale à Maizuru au Japon, à Sasebo au Japon, à Pusan en Corée, à Subic Bay aux Philippines, à Tacloban aux Philippines, à Sattahip en Thaïlande, à Hong Kong et à Kagoshima au Japon. L’USS Davidson retourna à Pearl Harbor le 28 janvier 1983.

### En service brésilien
L’USS Davidson a été désarmé le 8 décembre 1988. Il fut transféré au Brésil et remis en service le 25 juillet 1989 sous le nom de Paraiba (D28). Il a été désarmé par la marine brésilienne le 26 juillet 2002. Il a coulé alors qu’il était remorqué vers l’Inde pour être démoli, avec l’ancien USS Sample.

## Distinctions

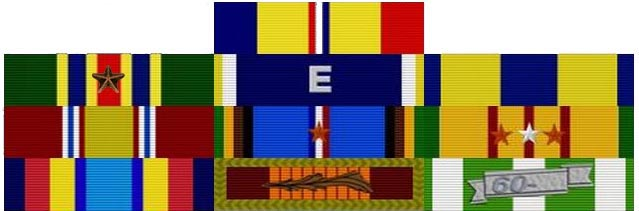
Rubans des décorations de l'USS Davidson

- Armed Forces Expeditionary Medal : pour les services du 19 au 27 avril 1969 et du 20 septembre au 5 octobre 1971.
- Combat Action Ribbon : pour les actions du 26 avril 1972.
- Meritorious Unit Commendation : pour les services du 24 octobre 1968 au 2 mai 1969 et du 17 avril au 4 novembre 1972.
- Republic of Vietnam Meritorious Unit Citation (Croix de bravoure couleur de la médaille avec palme) : pour les services du 11 au 15 janvier 1969 et du 3 au 16 avril 1969.
- Vietnam Service Medal : pour les services du 22 au 31 mai, du 3 au 6 juin, du 13 au 28 juin, du 19 au 31 juillet, du 8 au 19 août et du 11 septembre au 6 octobre 1967 ; les services du 2 au 15 novembre et du 28 novembre au 19 décembre 1968 ; les services du 5 au 21 janvier, du 6 février au 22 mars, du 2 au 16 avril 1969 ; les services du 13 juin au 3 juillet, 12 au 28 juillet, du 19 août au 3 septembre, du 11 au 13 septembre, du 26 septembre au 14 octobre 1970 ; les services du 28 juillet au 9 août, du 17 août au 2 septembre, du 12 au 28 novembre 1971 ; les services du 26 avril au 22 mai, du 1er juin au 15 juillet, du 28 juillet au 26 août, du 9 septembre au 19 octobre 1972.
- Navy Expeditionary Medal : pour les services du 26 avril au 4 août 1980.
- Navy E Ribbon : pour les services du 1er janvier 1982 au 30 juin 1983.